# 創 (雑誌)
『創』（つくる）は、東京都新宿区四谷に本社のある、有限会社創出版が発行するマスメディア批評を中心とした日本の月刊誌。

## 概説
新聞・テレビ・雑誌・出版社・広告などのメディア業界の実情を詳しく報じることを柱としている。
またその中でもマスメディアの存立基盤である言論の自由、報道の自由、表現の自由に関する特集や、漫画やアニメなどのサブカルチャーに関する特集、ロス疑惑・オウム真理教事件・連続幼女殺人事件・和歌山毒物カレー事件といった、社会問題についての特集が組まれることが多い。2015年8月号では、元オウム真理教信者の菊地直子の手記を掲載した。
刑事事件や社会問題では、刑事事件被告人の獄中手記を掲載したり、大手マスメディアの論調とは異なる意見を度々掲載。表現の自由、基本的人権の擁護を基調として、大手マスメディアを通じて形成される「世論」に対して別の視点を提起するような内容となっている。編集長は篠田博之（1981年就任）。創出版は『マスコミ就職読本』なども発行しており、『マスコミ就職読本』の編集で忙しい時期には合併号になることもある。弘中惇一郎は同誌について、社会的に話題となった刑事事件などについて、被告人や受刑者と長期にわたって文通・面会などの交流を行った上で、それに基づいて事件の真相や心情の変化など、裁判ではわからなかった問題を報じることも多いと評している。
『創』が創価学会を連想させたり、同学会の『潮』と混同されたりすることもあるが、無関係である。

### 連載コラム・連載記事
現在の連載については以下の通りである。
- マッド・アマノ：月刊アマノミクス（風刺天国から改題）
- 篝一光：東京street!
- 今柊二：今月のカラクリ雑誌（不定期）
- 佐高信：タレント文化人 筆刀両断!（噂の眞相の休刊による移転）
- 鈴木邦男：言論の覚悟
- 香山リカ：「こころの時代」解体新書
- 森達也：極私的メディア論
- 佐藤優：ナショナリズムという病理
- 雨宮処凛：ドキュメント雨宮☆革命
- 加藤梅造：What's Going On ?
- 大川豊：大川総裁の月刊『壊』
- 阿曽山大噴火：バカ裁判傍聴記
- 過去の連載
  - 唐沢俊一・岡田斗司夫：オタク論!
  - 斎藤貴男：「非国民」のすすめ など
  - 柳美里：今日のできごと（数年間の原稿料未納を受け、柳からの申し出で休載（連載終了）:2007年 - 2014年[4]）
  - 永六輔・矢崎泰久：永六輔×矢崎泰久のぢぢ放談
  - 福里真一：このすばらしき、ろくでもないCMプランナー
  - くまぇり：くまぇりカフェ（刑務所からの投稿）

## 略史
元々は『構造』という総会屋系雑誌であった。1971年6月廃刊。
- 1971年10月 『構造』を引き継ぐ形で創刊。当初の発行元は綜合評論社。主にノンフィクションを取り扱った。
- 1981年8月 篠田博之が編集長に就任[5]。このころメディア批評誌への転換を図る。
- 1982年6月 綜合評論社が休刊・解散を決定し、当時の篠田ら編集者が有限会社創出版を設立し、これにより総会屋との関係が無くなった。11月、創出版が誌を引き継ぐ。しかしこのころの経営基盤はかなり不安定だった。
- 1983年 『マスコミ就職読本』シリーズの発行を開始。ただし当初は『マスコミ就職毒本』というタイトルで、ゲリラ的にマスコミ採用現場をスッパ抜くスタイルだった。だが、マスコミ志望者に支持を受け同社の基幹へと成長した。

## 不祥事
- 1991年9月に、イトマン事件で当時の代表が事件にかかわっていたため、編集部が大阪地検特捜部の家宅捜索を受けた。そのため、逮捕された代表とは決別した。
- 2014年10月15日、2007年8月からエッセイ「今日のできごと」を寄稿していた柳美里が、数年に渡り原稿料が支払われておらず、9月に「原稿料未払い分を計算して、振り込んでください。全額振り込まれるまで、次の原稿を書くことはできません」と編集長の篠田へメールで求めたことを明かした。これを受け、9月2日に篠田から「返信が遅くなって申し訳ありません。ショッキングなメールでしたので、考える時間が必要でした。」という返信が届き、10月5日に「弊社から『黒子のバスケ』脅迫犯の手記がようやく発売になり、これが売れるとある程度入金もあると思いますので、可能になり次第、原稿料を振り込んでいきます」との回答があった。しかし、柳は「ショッキング」なる表現に疑問を抱き、手記の売れ行きに関係なく支払いをするよう求め、加えて休載（連載終了）の理由を読者に説明すべきと指摘した[4]。

## 訴訟
名古屋女子大生誘拐殺人事件で1987年（昭和62年）に死刑判決が確定した死刑囚・木村修治（名古屋拘置所在監）に対し、死刑確定直前に当時同誌の編集長を務めていた対馬滋が面会を試みたが、拘置所により「取材目的での面会は許可できない」との理由から不許可とされたことを不服として、木村・対馬の両名は国と名古屋拘置所を相手取った国家賠償請求訴訟を起こした。原告側の代理人弁護士として清水英夫（団長）、弘中惇一郎らが参加して弁護団を結成し、「取材を目的とする限り接見を許可しない」という処分の取り消しと国家賠償を求めたが、1998年（平成10年）に最高裁で原告側敗訴の判決が確定している。なお、共同原告の1人であった木村は訴訟中の1995年12月21日に死刑を執行されている。
原告側代理人の1人を務めた弘中は、双方が希望している面会権の問題として、同訴訟を「相互アクセス権訴訟」と呼称している。